# Paul Gottlieb Nipkow
Paul Julius Gottlieb Nipkow (Lauenburg, 22 de agosto de 1860 - Berlín, 24 de agosto de 1940) fue un ingeniero e inventor alemán, considerado uno de los pioneros de la televisión.

## Biografía
Nació el 22 de agosto de 1859 en la localidad de Lauenburg, entonces Prusia. 
°Nipkow destacó ya de niño por sus conocimientos en materias científicas. Por ello se graduó en su ciudad natal y posteriormente se matriculó en la escuela técnica de Neustadt (al oeste de Prusia actual Rusia), donde realizó estudios de telefonía. Aparte de sus estudios, se interesó en la disciplina de la óptica, en especial las vertientes de la electrofísica y la fisiológica. Allí fue instruido por grandes profesores como Hermann von Helmhotz y Adolf Slaby.
Ya desde entonces, Nipkow empezó a introducirse en el mundo de la fototelegrafía, un estudio en alza en aquellos tiempos. En 1885, Nipkow se trasladó a la oficina imperial de patentes de Berlín para dar de alta su invento, una petición que fue aceptada con efecto retroactivo al 6 de enero de 1884. En 1935, y ya evolucionado la televisión electromecánica gracias al trabajo del escocés John Logie Baird, el gobierno nazi inauguraba su primera central televisiva de Alemania, la Fernsehsender «Paul Nipkow». Nipkow sería nombrado presidente honorario del Consejo de la Televisión.
Murió en Berlín el 24 de agosto de 1940, a la edad de 80 años.

## Disco de Nipkow
Cuando aún estaba estudiando, tuvo la idea de utilizar un disco plano y circular con una serie de pequeñas perforaciones en forma de espiral desde el centro hacia el exterior para dividir una imagen en un mosaico de puntos y líneas. La idea se le ocurrió mientras estaba sentado solo en casa con una luz de aceite durante la noche de Navidad de 1883. Alexarder Bain había hecho llegar imágenes por telégrafo en la década de 1840, pero el disco de Nipkow fue el mejor en el proceso de codificación.
Pidió a la oficina de patentes imperial de Berlín una patente que cubriese un telescopio eléctrico para la reproducción eléctrica de los objetivos que iluminan. Su petición fue concedida el 15 de enero de 1885. No obstante, no se sabe si finalmente Nipkow intentó llevarlo a la práctica. La patente expiró después de 15 años a causa de una falta de interés. Nipkow entró a ser diseñador en un instituto en la Berlín-Buchloh y no continuó con la difusión de imágenes.

## Los primeros sistemas de televisión

Disco de Nipkow.

Las primeras emisiones de televisión utilizaron un método de exploración de imagen óptico-mecánico, el método que Nipkow ayudó a crear con su disco. Así pues, podía reclamar parte de los beneficios de la invención. Nipkow explicó su primera visión de la televisión en un programa de radio de Berlín el 1928: "Los televisores estaban en celdas oscuras. Centenares de personas esperaban pacientemente el momento en que viesen la televisión por primera vez. Esperé entre ellos, poniéndome cada vez más nervioso. En ese preciso instante, podía ver, por primera vez, lo que había ideado hacía 45 años. Por fin llegué a la primera fila; una tela oscura fue retirada a cada lado y vi un parpadeo de luz, nada fácil de discernir". El sistema fue demostrado por la Baird Television Company de John Logie Baird.
A partir del 1936, cuando la BBC One eligió seguir este sistema por encima del sistema mecánico de Baird, basado en el trabajo de Manfred von Ardenne y el iconoscopio inventado por Vladimir Zworykin, este fue cada vez más frecuente y la invención de Nipkow ya no era esencial para un mayor desarrollo de la televisión.

## Homenaje
- El primer canal de televisión público alemán comenzó en 1935 en Berlín, a través de la Fernsehsender «Paul Nipkow», en honor al propio Paul Nipkow,[2][3] padre espiritual del elemento central de la tecnología de la televisión de primera generación. Fue nombrado presidente honorario del consejo de la televisión y de la cámara de radiodifusión imperial.
- En uno de los últimos episodios de la serie británica "Ejercito secreto", se le atribuye a Nipkow ser el único inventor de la televisión, ya que dio a conocer las cámaras de vigilancia de circuito cerrado de TV y monitores que él había instalado en su Gestapo en Bruselas.